# Кодай-дзи
Кодай-дзи (яп. 高台寺 ко:дай-дзи, полное название - Кодай-дзи-Дзюсёдзэн-дзи) — буддийский храм школы Риндзай (дзэн-буддизм) в районе Хигасияма города Киото (Япония). Он находится в квартале Симокавара на востоке города, у старинного района Гион.
Храм основала в 1605 или 1606 году в память о своём муже ушедшая в монахини Кодай-ин (1548—1624, в миру Кита-но Мандокоро, известна под прозвищем Нэнэ), одна из жён (вдова) Тоётоми Хидэёси. Он был возведён при финансовой поддержке следующего правителя страны, Токугавы Иэясу. Вначале он назывался Кодай-ин-когэцуни. В первые годы храм относился к школе Сото-сю, но в 1624 году настоятелем стал Санко Осё из храма Кэннин-дзи (главного храма школы Риндзай), при нём храм перешёл к Риндзай, а название сменилось на нынешнее. Храм много раз горел, поэтому из оригинальных зданий сохранилось лишь несколько.
Здания имеют богатую отделку, они окружены несколькими садами, включая сад камней. Храм считается прекрасным образцом архитектуры эпохи Адзути-Момояма. В садах расположено два чайных домика, один из которых (или оба) был построен мастером чайной церемонии Сэном но Рикю. Считается, что часть садов были спланированы знаменитым мастером садового искусства Кобори Энсю. С одной стороны от главного здания находится сад камней, с другой — сад в стиле цукияма, где есть пруд, разбросанные скалы, сосны и клёны. Сады знамениты кустами леспедецы. В этом саду, на холме за храмом расположена Отамая (яп. 霊屋) — усыпальница Хидэёси и Кодай-ин. 6 зданий комплекса являются важными памятниками культуры: Кайсандо (яп. 開山堂, «зал основателя»), Отамая, чайные домики Касатэй или Каракасатэй (傘亭, «дом-зонт», получил это название из-за характерной формы) и Сигурэтэй, ворота Омотэмон (яп. 表門) и Кангэцудай (яп. 観月台, «павильон для любования луной»). На территории храмового комплекса находятся несколько малых, подчинённых ему храмов, включая Гэссин-ин (яп. 月真院), Сюнко-ин (яп. 春光院) и Корин-ин (яп. 岡林院).
Главный зал (ходзё) храма был покрыт лаком и золотом, но после пожара в 1912 году он был восстановлен в менее пышном виде.
Поблизости от Кодай-дзи находится подчинённый ему храм Энтоку-ин, у которого лежит музей Кодай-дзи-сё. В музее собраны сокровища Кодай-дзи, особенно лакированные предметы.
Кодай-дзи знаменит позолоченными лакированными предметами маки-э и дал название отдельному стилю этого искусства. Маки-э Кодайдзи характерны для периода Адзути-Момояма.
Во время праздника Обон в храме выставляют для обозрения публики старинные свитки. Весной и осенью в главном зале размещают произведения современного искусства.
Существует легенда, что в храм приходила лиса-оборотень, принимавшая облик чайного мастера Сэна Сотана; в память об этом на его территории стоит статуя лисицы в одеянии монаха.

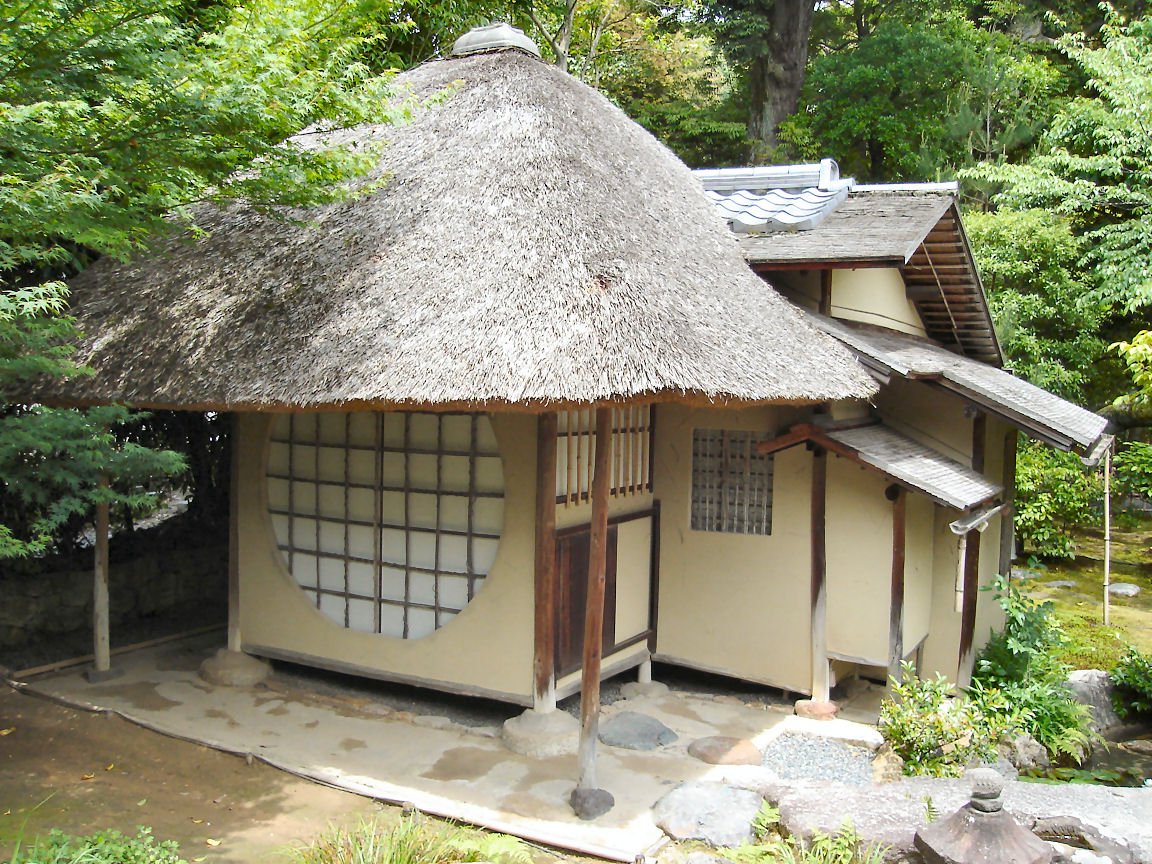
Храм Кодай-дзи, павильон

К храму примыкает большая статуя Рёдзан-Каннон бодхисаттвы Авалокитешвары.